# Zona operațională a litoralului Mării Adriatice

Zona operațională a litoralului Mării Adriatice (germană: Operationszone Adriatisches Küstenland (OZAK), italiană: Zona d'operazioni del Litorale adriatico, slovenă: Operacijska zona Jadransko primorje, croată: Operativna zona Jadransko primorje) a fost un teritoriu guvernat de Germania între 1943 și 1945, condus din Triest. Anterior, teritoriul a aparținut de Italia, acesta fiind ocupat de Germania în urma  armistițiului dintre Italia și Aliați.

## Planurile germanilor
Mai multe facțiuni ale guvernului nazist urmau să lărgească teritoriul celor două zone operaționale în defavoarea Italiei. Joseph Goebbels a scris în jurnalul său că singura graniță "logică" ar fi una care ar include teritoriile fostului Regat de Lombarda-Veneția habsburgic, arătându-și încrederea că prietenia reînnoită a lui Hitler cu Benito Mussolini nu îl va opri din a face acest lucru:
| “ | Nu trebuie doar să recuperam Tirolul de Sud, dar eu iau în considerare linia hotarului trasată la sud de Veneția. Orice a fost cândva o posesiune austriacă trebuie să aducem înapoi în mâinile noastre. Italienii prin neloialitatea și trădarea lor și-au pierdut orice revendicare a unui stat național de tip modern. | ” |

În cele din urmă el a reușit să-l convingă pe Hitler că acest curs de acțiune trebuie să fie garantat, care a fost de acord ca Veneția ar trebui sa fie legata de Reich într-"un fel de confederație liberă".